# زمین‌پیمایش

نمونه‌ای از جابجایی زمینی. یک اسب - چهار پای ایستاده- با راه رفتن تاخت. انیمیشنی در سال ۲۰۰۶ از عکس‌های ۱۸۸۷ توسط ادوارد مایبریج

زمین‌پیمایش یا جاپیمایش زمینی یا جاپیمایش در خشکی (به انگلیسی: Terrestrial locomotion)، با سازگاری جانوران از محیط‌های آبی به خشکی تکامل یافته است. جابجایی در خشکی مشکلات متفاوتی را نسبت به آب ایجاد می‌کند، با کاهش اصطکاک که با اثرات افزایش‌یافته گرانش جایگزین می‌شود.
همان‌طور که از طبقه‌بندی تکاملی دیده می‌شود، سه شکل اساسی جابجایی جانوری در محیط خشکی وجود دارد:
- پادار - جابجایی با استفاده از برآمدگی‌ها
- جابجایی بی‌اندام - جابجایی بدون پا، در درجه اول با استفاده از خود بدن به عنوان یک ساختار پیشران.
- چرخیدن - چرخاندن بدنه روی بستر

## نگارخانه

مفصل لگن و وضعیت‌های اندام عقبی.
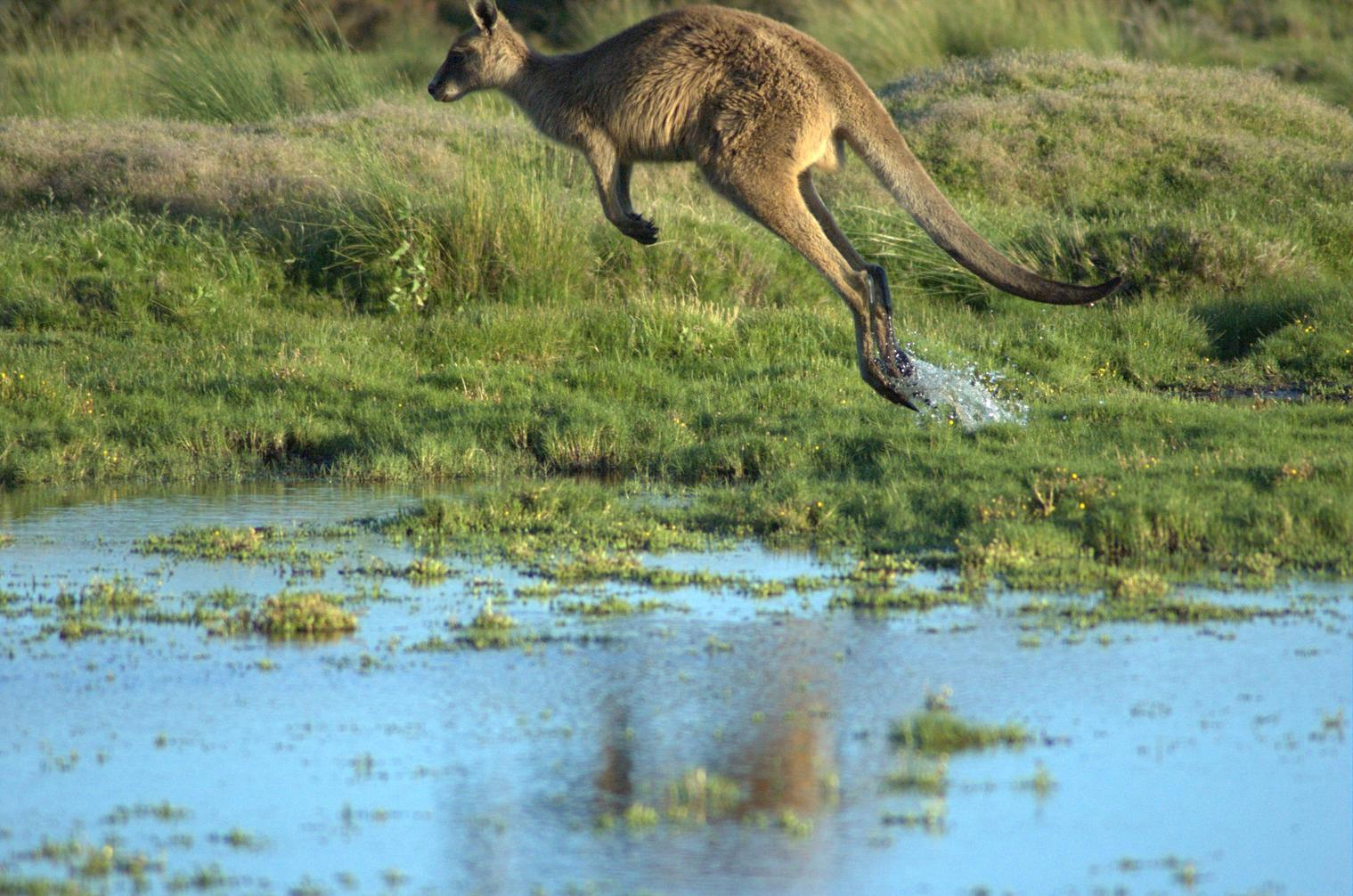
یک کانگورو در حال پریدن
- یک دهان‌کیسه در حال گام‌زنی
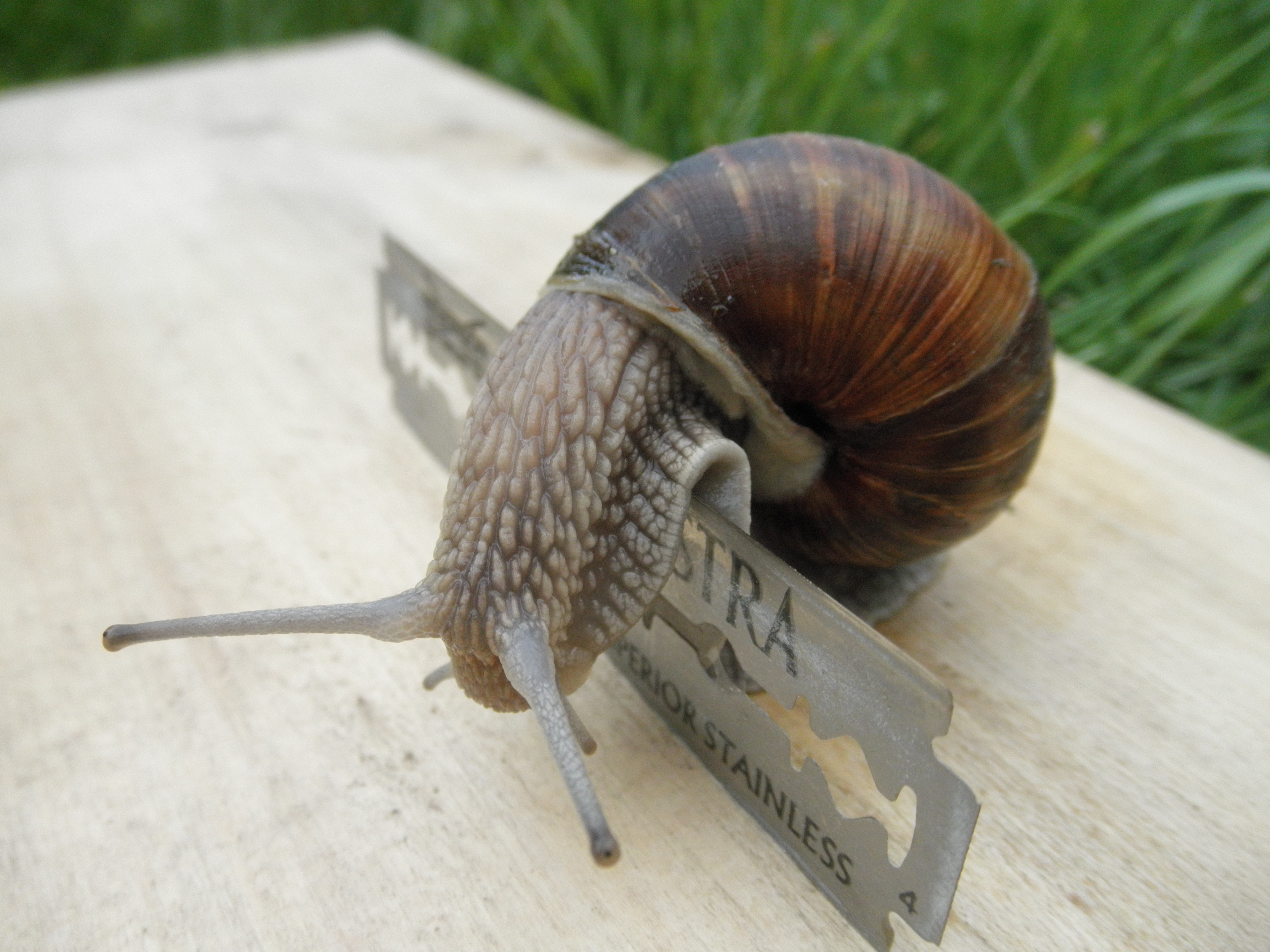
حلزون رومی در حال خزیدن روی تیغ‌ها. شکم‌پایان زمینی روی لایه‌ای از مخاط می‌خزند. این حرکت چسبی به آنها اجازه می‌دهد تا روی اجسام تیز نیز بخزند.
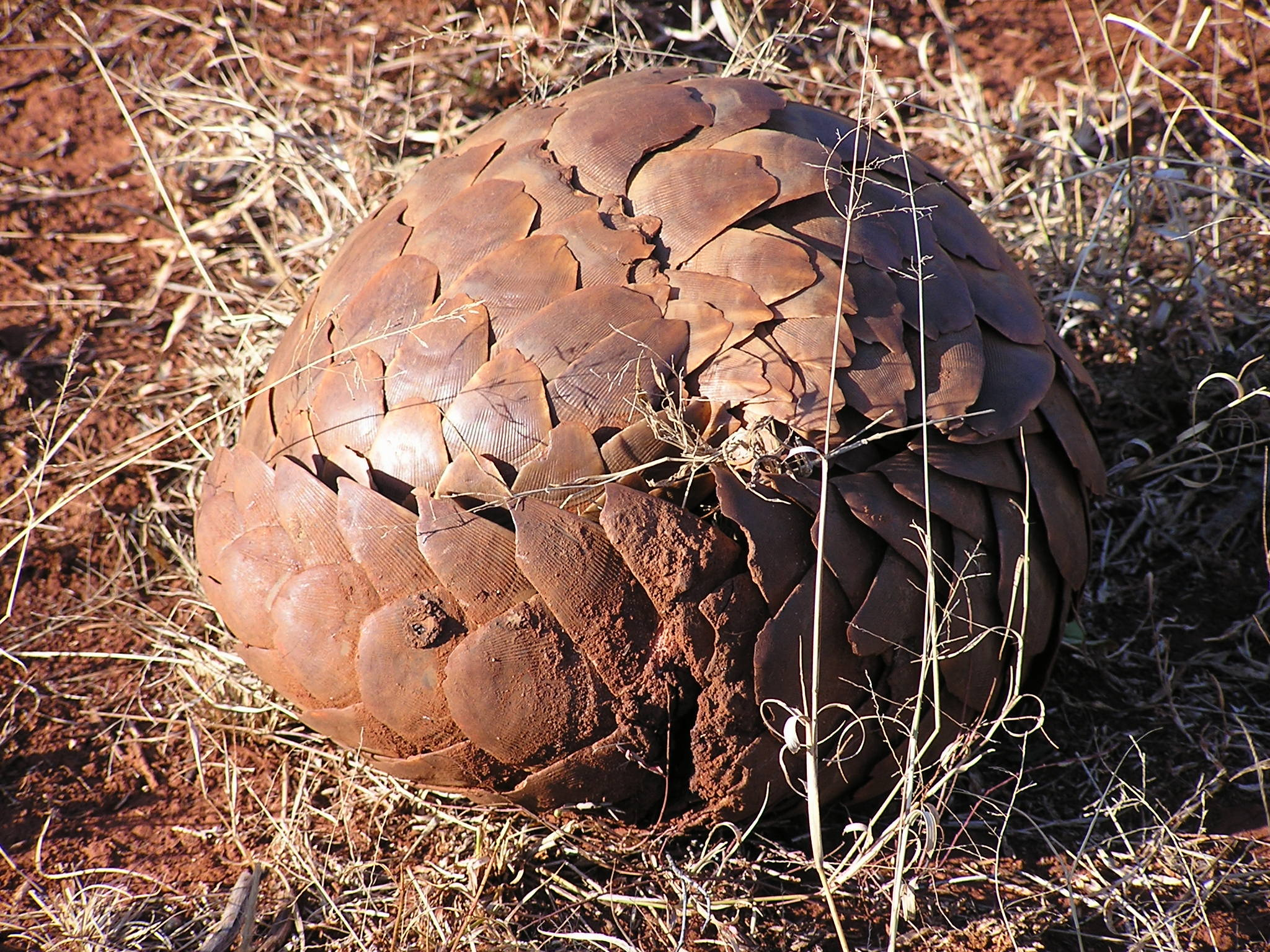
پانگولین Manis temminckii در موقعیت دفاعی.